# Gemerská Ves
Gemerská Ves (em húngaro: Gömörfalva) é um município da Eslováquia, situado no distrito de Revúca, na região de Banská Bystrica. Tem 17,71 km² de área e sua população em 2018 foi estimada em 999 habitantes.

## Demografia
| Ano:        | 1994 | 2004   | 2014   | 2024   |
| ----------- | ---- | ------ | ------ | ------ |
| Broj ljudi: | 879  | 963    | 962    | 992    |
| Razlika:    |      | +9,55% | -0,10% | +3,11% |

| Ano:               | 2023 | 2024   |
| ------------------ | ---- | ------ |
| Número de pessoas: | 987  | 992    |
| Diferença:         |      | +0,50% |